# Kimiyoshi Yasuda
Kimiyoshi Yasuda (安田 公義, Yasuda Kimiyoshi), né le 15 février 1911 et mort le 26 juillet 1983, est un réalisateur japonais.

## Biographie
Kimiyoshi Yasuda dirige six des vingt-six films de la série Zatoichi interprétée par Shintarō Katsu.
Il a réalisé plus de 80 films entre 1944 et 1973.

## Filmographie partielle

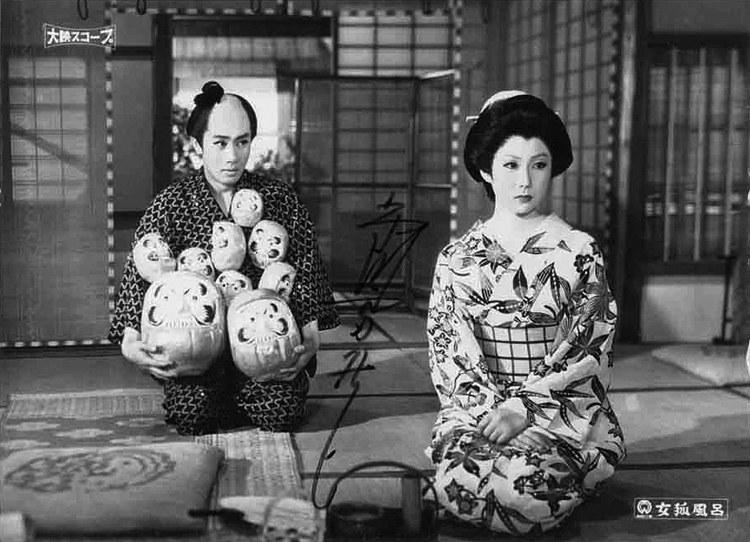
Raizō Ichikawa et Michiko Saga dans Megitsune buro (1958).

Affiche japonaise de Majin (1966).

- 1944 : Ouma wa nanajūnana mankoku (お馬は七十七万石?)
- 1948 : Sono yoru no bōken (その夜の冒険?)
- 1949 : Saigo ni warau otoko (最後に笑う男?)
- 1949 : Haha koi boshi (母恋星?)
- 1950 : Kondoru (禿鷹 コンドル?)
- 1950 : Kaizoku-tō (海賊島?)
- 1950 : Komu sō yashiki (虚無僧屋敷?)
- 1950 : Tetsuro no dankon (鉄路の弾痕?)
- 1951 : Akai kagi (赤い鍵?)
- 1951 : Jōen no hatoba (情炎の波止場?)
- 1951 : Umon torimonochō: Obitoke buppō (右門捕物帖 帯とけ仏法?)
- 1951 : Izayoi kaidō (十六夜街道?)
- 1952 : Furisode kyōjo (振袖狂女?)
- 1953 : Haha no hitomi (母の瞳?)
- 1954 : Maiko monogatari (舞妓物語?)
- 1954 : Kan hasshū seizoroi (関八州勢揃い?)
- 1954 : Date sōdō: Haha goten (伊達騒動 母御殿?)
- 1954 : Itako dejima binan kenpo (潮出来島 美男剣法?)
- 1955 : Odoriko gyōjōki (踊り子行状記?)
- 1955 : Onikiri wakasama (鬼斬り若様?)
- 1955 : Shin shokoku monogatari: Otena no tō zenpen (新諸国物語 オテナの塔 前篇?)
- 1956 : Shin shokoku monogatari: Otena no tō kōhen (新諸国物語 オテナの塔 後篇?)
- 1956 : Ninjutsu musha shugyō (忍術武者修業?)
- 1956 : Ninjutsu senshuken shiai (忍術選手権試合?)[2]
- 1956 : Orizuru nana henka (折鶴七変化?)
- 1956 : Zoku orizuru nana henka (続折鶴七変化?)
- 1956 : Haha shirayuki (母白雪?)[3]
- 1957 : Nijūkunin no kenkajō (二十九人の喧嘩状?)
- 1957 : Akadō Suzunosuke: Asukaryū shinkū giri (赤胴鈴之助 飛鳥流真空斬り?)
- 1957 : Akadō Suzunosuke: Shingetsu-tō no yōki (赤胴鈴之助 新月塔の妖鬼?)
- 1957 : Akadō Suzunosuke: Ippon ashi no majin (赤胴鈴之助 一本足の魔人?)
- 1958 : Hanataro jumon (花太郎呪文?)
- 1958 : Megitsune buro (女狐風呂?)
- 1958 : Hana no yūkyōden (花の遊侠伝?)
- 1960 : Kaidan kasane-ga-fuchi (怪談累が淵?)
- 1960 : Ippongatana dohyōiri (一本刀土俵入?)
- 1961 : Harekosode (晴小袖?)
- 1961 : Isobushi Genta (磯しぶき源太?)
- 1961 : Suttobi jingi (すっとび仁義?)
- 1963 : La Légende de Zatoïchi : Voyage sans repos (座頭市喧嘩旅, Zatōichi kenka-tabi?)
- 1964 : Nemuri Kyōshirō engetsugiri (眠狂四郎円月斬り?)
- 1964 : La Légende de Zatoïchi : La Lettre (座頭市関所破り, Zatōichi sekisho-yaburi?)
- 1965 : Nemuri Kyōshirō mashōken (眠狂四郎魔性剣?)
- 1965 : Shin Kurama Tengu (新・鞍馬天狗?)
- 1966 : Majin (大魔神, Daimajin?)
- 1966 : Satsujinsha (殺人者?)
- 1967 : Tōkyō bakuto (東京博徒?)
- 1967 : La Légende de Zatoïchi : La Canne-épée (座頭市鉄火旅, Zatōichi tekka-tabi?)
- 1967 : Akumyō ichidai (悪名一代?)
- 1968 : Yōkai hyaku monogatari (妖怪百物語?)
- 1968 : Nemuri Kyōshirō hitohadagumo (眠狂四郎人肌蜘蛛?)
- 1968 : La Légende de Zatoïchi : Le Défi (座頭市果し状, Zatōichi hatashijō?)
- 1968 : Zoku hiroku onna rō (続・秘録おんな牢?)
- 1969 : Bakuto ichidai: Chimatsuri fudō (博徒一代 血祭り不動?)
- 1969 : Onna Sazen: Nuretsubame katate giri (女左膳 濡れ燕片手斬り?)
- 1969 : Nidaime waka oyabun (二代目若親分?)
- 1970 : Kaidan kasane-ga-fuchi (怪談累が渕?)
- 1971 : La Légende de Zatoïchi : Zatoïchi contre le sabreur manchot (新座頭市・破れ！唐人剣, Shin Zatōichi: Yabure! Tōjin-ken?)
- 1973 : La Légende de Zatoïchi : Retour au pays natal (新座頭市物語・笠間の血祭り, Shin Zatōichi monogatari: Kasama no chimatsuri?)